# Acidothermales
Acidothermales es un orden de bacterias grampositivas de la clase Actinomycetes. Actualmente contiene una sola familia (Acidothermaceae), un solo género (Acidothermus) y una sola especie: Acidothermus cellulolyticus. El orden fue descrito en el año 2014. La especie fue descrita en el año 1986. Su etimología hace referencia a amante del ácido y el calor. El nombre de la especie hace referencia a disolución de celulosa. Es grampositiva, aunque se suele teñir como gramnegativa. Es aerobia e inmóvil. Tiene un tamaño de 0,4 μm de ancho por 5-20 μm de largo, formando filamentos. Forma colonias lisas, circulares, enteras y blancas. Temperatura de crecimiento entre 37-70 °C, óptima de 50-60 °C, pH entre 3,5-7, óptimo de 5. Es resistente a penicilina. Catalasa positiva. Tiene un contenido de G+C de 60,7%. Se ha aislado de fuentes hidrotermales en el parque Nacional de Yellowstone, Estados Unidos. 